# Стайнов, Петко (юрист)
Петко Стоянов Стайнов (болг. Петко Стоянов Стайнов, 31 мая 1890, Казанлык — 24 июля 1972, София) — болгарский юрист и государственный деятель. Академик Болгарской академии наук (1942).

## Образование
Окончил гимназию в Стара-Загора (1908). Изучал право в Гренобле, окончил юридический факультет Парижского университета (1911), специализировался в области юридических наук в Лейпциге (1911-1912). Участвовал в Балканских войнах, после чего завершил образование в Париже, получив степень доктора экономических и политических наук (1914).

## Учёный и политик
После Первой мировой войны руководил Дирекцией печати (1919—1920). С 1923 года преподавал финансовое право в Софийском университете, с 1936 — профессор. Одновременно с научно-педагогической работой активно занимался политической деятельностью. В 1923—1934 — депутат 21-го, 22-го и 23-го обыкновенного Народного собрания. В 1938—1939 — депутат 24-го, в 1940—1944 — 25-го, в 1945—1946 — 26-го обыкновенного Народного собрания. В 1930—1931 — министр железных дорог, почт и телеграфов в правительстве Андрея Ляпчева. Входил в состав политической организации «Звено». После переворота 19 мая 1934 был посланником в Бельгии (1934) и во Франции (1934—1935).
С 1935 находился в оппозиции к монархическому правительству, деятельность которого подвергал критике в качестве депутата парламента. В 1943 выступил с протестом против планов выдачи болгарскими властями евреев нацистской Германии. С 1943 как сторонник лидера «Звена» Кимона Георгиева участвовал в деятельности Отечественного фронта — оппозиционной организации, значительную роль в которой играли коммунисты.
После переворота 9 сентября 1944 года Петко Стайнов стал министром иностранных дел и исповеданий в правительстве Отечественного фронта, сформированного Кимоном Георгиевым (1944—1946). Участвовал в переговорах по заключению перемирия с США, Великобританией и СССР и о включении Болгарии в состав Югославской федерации. 23 августа 1945 неожиданно для руководства компартии заявил, что болгарское правительство согласно на отсрочку парламентских выборов, на чём настаивала оппозиция. Деятельность Стайнова на посту министра, его стремление к компромиссам с оппозицией вызывали недовольство как коммунистов, так и властей СССР (15 марта 1946 советский министр иностранных дел Вячеслав Молотов прямо настаивал на смещении своего болгарского коллеги), в связи с чем он 31 марта 1946 был уволен в отставку.
После ухода из правительства занимался преимущественно научно-педагогической деятельностью, хотя в 1949 был избран членом Национального совета Отечественного фронта, а в 1950—1972 неизменно являлся депутатом 1-го — 6-го Народного собрания. В 1947—1963 — заведующий кафедрой административного права Софийского университета, с 1948 — заведующий секцией государственного, административного и финансового права и юридических наук Болгарской академии наук. Один из инициаторов создания в 1947 Института правовых наук Болгарской академии наук.
Член Международного института публичного права (1934) и Международного института конституционной и политической истории. Почётный доктор права Варшавского университета (1966). Автор многочисленных исследований в области административного права, а также водного и экологического права. Соавтор путевых очерков об Индии, изданных в 1963.

## Научные труды
- Администрация и правосудие в Германии. (1923)
- Компетентность и народовластие. (1923)
- Чиновническое право. (в 2-х частях, 1932—1934)
- Административное правосудие. (в 2-х частях, 1936—1937)
- Управление государством до и во время войны. (1941)
- Кассационное обжалование в ВАС. (1943)
- Руководство по административному правосудию. (1943, в соавторстве)
- Административное право. (1945)
- Военное административное право. (?)
- Разделение властей и конституция. (1946)
- Административные акты и правовая система Народной республики Болгария. (1952)
- Акты государственного управления и контроль за их соответствием законодательству. (1952, в соавторстве)
- Особые юрисдикции в области администрации. (1956)
- Правовые проблемы водного хозяйства в Народной республике Болгария. (1957)
- Международно-правовое регулирование охраны чистоты международных рек. (1963)
- Борьба против загрязнения рек в Народной республике Болгария. (1966)
- Охрана природы. (1970)